# ایتالیا در المپیک تابستانی ۱۹۵۶

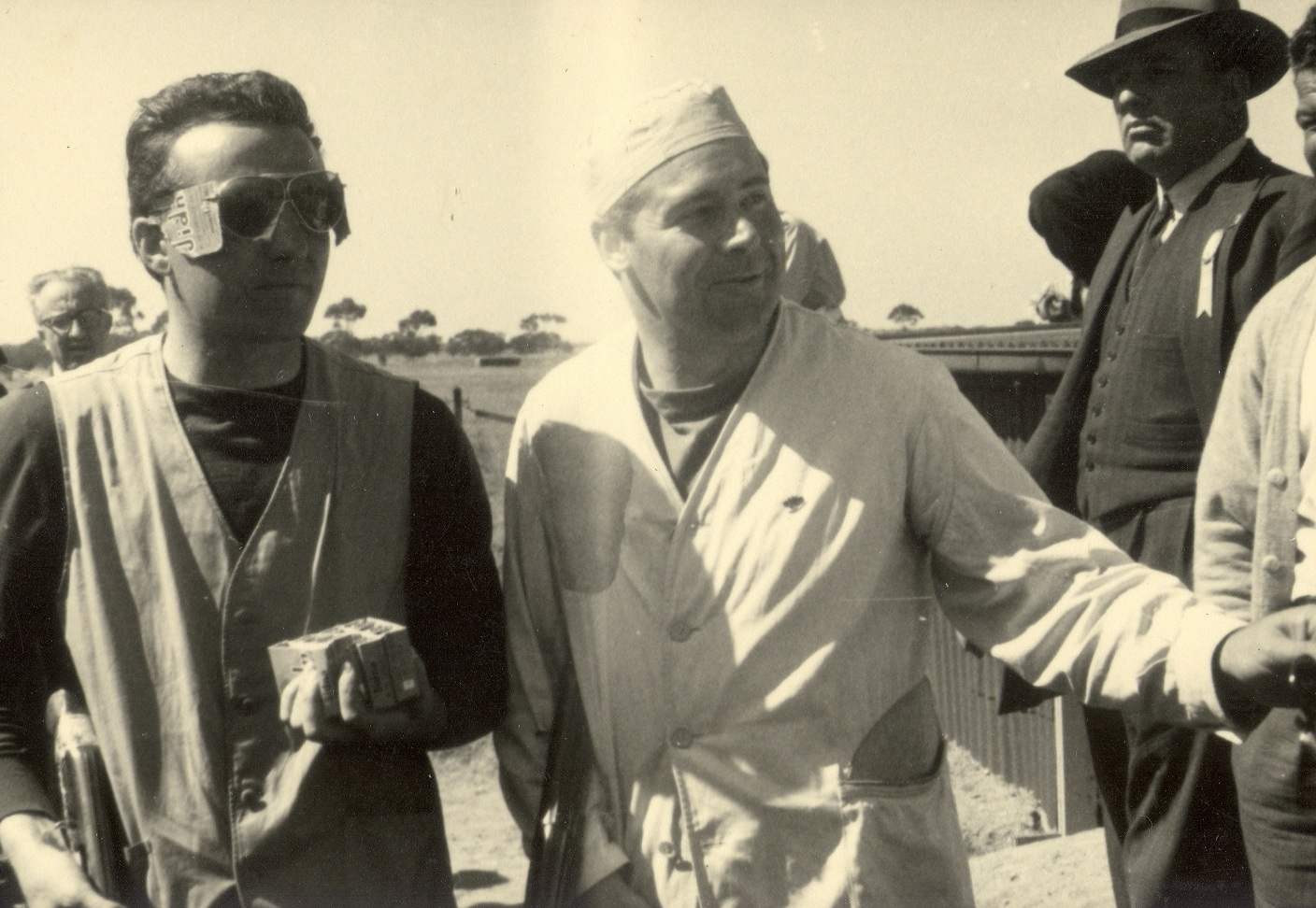
گالیانو روسینی(سمت راست) و الساندرو چیکری(سمت چپ)، که به ترتیب در المپیک تابستانی ۱۹۵۶، برای ایتالیا یک مدال طلا و یک مدال برنز آوردند.

ایتالیا در بازی‌های المپیک تابستانی ۱۹۵۶ که در شهر ملبورن استرالیا برگزار شد، کاروان ایتالیا با ۱۲۹ ورزشکار در این رقابت‌ها شرکت کرد و موفق به کسب ۲۵ مدال (۸ طلا، ۸ نقره، ۹ برنز) شد. در جدول رتبه‌بندی توزیع مدال‌ها، ایتالیا در ردهٔ ۵ مسابقات قرار گرفت.